# آلن کیل
آلن کیل (انگلیسی: Allan Kell؛ ۹ آوریل ۱۹۴۹ – ۱۱ اوت ۲۰۲۴) بازیکن فوتبال اهل بریتانیا بود.
از باشگاه‌هایی که وی در آنها بازی کرده، می‌توان به باشگاه فوتبال دارلینگتون اشاره کرد.